# 烈風
三菱 A7M 烈風
終戦後に米軍によって撮影されたA7M2試作3号機。プロペラは武装解除のため外されている。
- 用途：戦闘機
- 分類：艦上戦闘機
- 設計者：堀越二郎
- 製造者：三菱航空機
- 運用者： 大日本帝国（日本海軍）
- 初飛行：1944年5月
- 生産数：8機(10機とも)
- 退役：1945年8月15日
- 運用状況：試作のみ(量産型1機が生産されたとも)

烈風（れっぷう）は、日本海軍の艦上戦闘機。設計生産は三菱航空機。略符号はA7M。連合国のコードネームは「Sam」。1943年8月以前の試作名は十七試艦上戦闘機。開発主務者は零式艦上戦闘機（以下零戦）や雷電を担当した堀越二郎。
零式艦上戦闘機の後継機として試作され、試作機は計8機が完成したが、開発の遅れから制式後の量産機は未完成のまま終戦を迎えた。

## 概要
以下は1942年7月6日、三菱に交付された十七試艦上戦闘機計画要求書の仕様である。
- 目的　優秀なる艦上戦闘機を得るにあり
- 型式　単発単葉型
- 主要寸度　成るべく小型なること、尚格納時、全幅11ｍ、全長11ｍ、全高４ｍ、を超越せざることを要す
- 発動機　1943年3月末に審査合格のもの[注釈 2]
- 最高速度　345ノット／6000メートル以上
- 上昇力　6000メートルまで6分以下
- 航続力　正規状態にて、最高速（6000メートル）で30分＋250ノット（4000メートル）で2.5時間以上
- 離艦滑走距離　過荷重にて合成風速12メートル／秒の時80メートル以下
- 降着速度　67ノット以下
- 空戦性能　格闘戦性能に重点を置きA6M3（二二型）に劣らざること
- 急降下制限速度　450ノット（計器指示速度）以上
- 射撃兵装　九九式二号20ミリ機銃2挺、弾数各200発　三式13ミリ機銃2挺、弾数各400発（のち各300発に減）
- 艤装品　零戦に装備の全艤装のほかに試製偏流測定装置を追加
- その他（イ）　性能緒元中重要順序は一般艦戦と同じく、空戦、航続力、着艦、速力、上昇、離艦の順
- その他（ロ）　翼面荷重150kg/m2[注釈 3]、空戦フラップ使用時の相当翼面荷重は120kg/m2程度を目標とし、極力格闘性能の向上を図ること

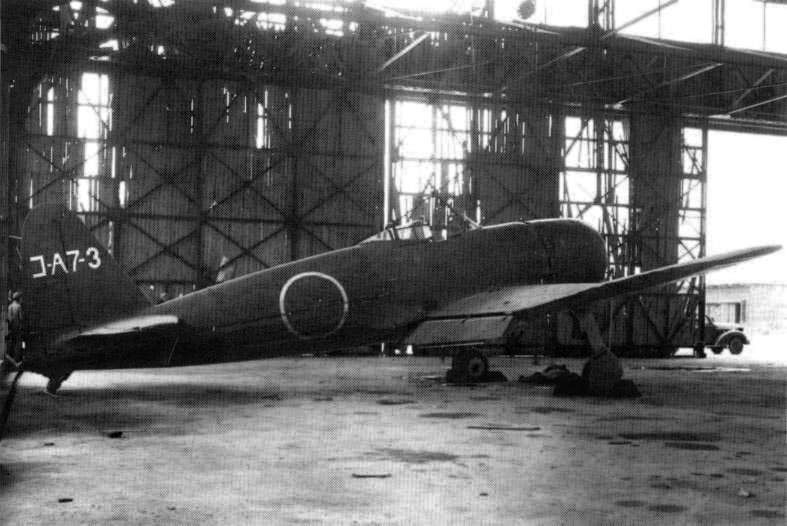
側方から見た試作3号機（A7M2）

## 特徴

### 空力
A7M1の機体は、機首・エンジンカウルと機体尾部を絞り、胴体中央部を膨らませた紡錘形となっている。設計当時は、空技廠の風洞実験データに基づき、紡錘形の胴体は空気抵抗を軽減できると考えられていた。このため、A7M1の前に開発された雷電や強風などにも紡錘形の胴体が採用されている（ただし実際は、プロペラが発生させる気流の影響により、風洞実験のような効果は得られず、必ずしも空気抵抗軽減に有利と言うわけではなかった）
エンジンカウルについては、A7M1では強制冷却ファンを装備した誉二二型にすることで機首先端を絞り、更に大型のプロペラスピナーを装備して空気抵抗の低減を図っている。プロペラ延長軸による機首延長は採用されていないが、気化器や潤油冷却器用空気取り入れ口をエンジンカウル内に収めて空力的に洗練化し、乱流を抑えることに成功している、これにより風洞模型の抗力係数は極めて良い結果となり、机上の性能推算値を高めるのに役立った。
一式陸攻11型でも空気抵抗削減を狙いカウル内に吸気口（気化器空気取入口）を内包していたが、実験機13型において、従来通りカウルに内包した場合とカウル外に開口した場合とを性能比較した所、後者はエンジンの全開高度が1速/2速とも300m高くなり、最高速度、上昇力、上昇限度が向上した。
内包型にはさらにもうひとつの欠点があり、気化器、滑油冷却器、気筒冷却の３つの流量バランスが相互に干渉して最適化しにくく、流れ易い方に流れ、他方への流量が不足する傾向があったという。カウルフラップや滑油冷却器出口の開度によって流れやすさが変化することを考えれば強制冷却ファンを持つA7M1であっても影響は避けられず、性能不振の原因とされた誉の額面馬力割れに、これらが加担した可能性がある。誉からハ43に換装し、馬力の一部を割く強制冷却ファンも廃止したA7M2は過給機空気取入口、滑油冷却器を共にカウル外部に開口、抗力係数でA7M1に劣ったが、性能推算値にかなり近い飛行性能を発揮した。胴体は幅125cmの細胴と135cmの太胴が風洞模型テストで比較され、抵抗が小さかった太胴が採用されている。

### 主翼
堀越の当初の構想では最高速度や急降下制限速度の要求から主翼面積 28m2、全幅 13.4mを計画していたが、海軍より「翼面荷重 130kg/m2」と指定されたため主翼面積 30.86m2、全幅 14mと零戦の約1.4倍の翼面積になった。これが後に「艦攻のようだ」と評される原因になり、最高速度の指標となる翼面馬力も悪化した。主翼と胴体の接合部は干渉抵抗を抑えるためフラップのある内翼側は水平とし、エルロンのある外翼側は6.9度の上反角がつけられている。翼型は内翼が層流翼、外翼は外側にいくにつれて通常翼型になる半層流翼となっている。構造は量産性を考慮した単桁構造で、翼弦の35％位置を左右一直線として桁を通す雷電の手法を踏襲している。主翼取付角は2度で翼端の捩じり下げ角も2度、中央翼弦長3.0ｍに対し翼端翼弦長1.5ｍ、翼厚は翼根43cm翼端21cm。高揚力装置はスロテッド式の親フラップに空戦フラップを兼ねるスプリット式の子フラップを組み合わせた親子式フラップで、作動角は親子共に35度、主翼に対する翼弦比は20.8%（エルロンは19.6％）である。海軍航空技術廠（空技廠）製空盒式自動空戦フラップは開発開始当初から装備を予定されていたが、自動管制機などに改良を要し、A7M1には間に合わなかったがA7M2の一号機に装備され実用テストされたという。
A7M1初期試作機は主翼内に大容量燃料タンクを装備していたが、A7M1後期試作機やA7M2では翼内タンクを自動防漏式防弾タンクへと変更しており、これによる燃料タンク容量の減少に対応して胴体後部に燃料タンクを増設している。
急降下制限速度については、計画要求書では450ノット（833.4 km/h）、後にやや引き下げられて425 ノット（787.1 km/h）を求められていた。しかし、完成直後のA7M1試作機は主翼の強度が不足していたため、とりあえず制限速度を350ノット（648.2 km/h）に引き下げて試験を行う一方で主翼の補強が行われた。その後、補強が行われたA7M1試作5号機を用いた振動実験により主翼の強度向上が確認され、風洞実験から算出された急降下制限速度（零戦の急降下制限速度と同じ算出方法）は要求性能にほぼ到達している416ノット（770.4 km/h）だった。烈風を含む日本製戦闘機全般に共通する弱点として指摘されることの多い急降下制限速度だが、同時期の米海軍艦上戦闘機を見ると、機体規模が近いF6F-5が430ノット（796.4 km/h）、F4U-4が425ノット（787.1 km/h）で、より新しくて小型のF8Fでも425ノット（787.1 km/h）であり、日米で大きな差がないことが分かる。
艦上機として開発された関係上、翼端から約1.7メートルのところに主翼折畳機構（上方折畳式）を備えていたが、強度不足の主翼を補強するためにA7M2試作3号機以降は折畳部を結合する予定だった。

### エンジン
A7M1に搭載された誉二二型（NK9K）は、誉二一型（NK9H）に強制冷却ファンや低圧燃料噴射装置を追加した性能向上型として計画されたが、開発の遅れから降流式気化器（ダウンドラフト式キャブレター）を装備したものがA7M1に搭載された。A7M1が予定性能に達しないことが判明した後、低圧燃料噴射装置を追加した誉二四型（NK9K-S）への換装が計画されたが、実用域には達しておらず烈風には装備されなかった。
A7M2に搭載されたハ43（MK9A）は金星をベースに開発された18気筒2,000馬力級エンジンで高圧燃料噴射方式を実装しており、1943年6月に海軍の審査に合格しているが海軍はこのエンジンに興味が薄く『誉』に期待を集中するあまり次世代エンジンとしての育成を怠っており、烈風への採用が流れた1942年9月から2年が過ぎても海軍向けのものは一基も出来ていなかった。1944年10月13日の初飛行に使用したハ43-11は陸軍のキ83試作機から流用したものである。
A7M1が予定性能を満たせずA7M2で満たしたこと、誉が前線で不具合を多発したことから開発主任の堀越を始めとして「最初から誉でなくハ43を搭載するべきだった」という主張があるが、ハ43は終戦までに大量生産に入ることができず、烈風のテスト飛行を担当した小福田少佐は「誉の後に来るものとして約束されあるも未だその信頼性は実戦に対して不十分なり」と述べている。
しかし信頼性が高かった栄や金星の初期不良と比べても初期の不具合はさほどでもなく、同エンジンを搭載した震電担当の西村三男技師によると試運転は順調で「いきなり、よく回った。実用の域に達した、量産可能なエンジンでした」と評価している。
なお、ハ43-11は全開高度が5,000メートルと栄二一型よりも低かったため、量産型は全開高度を6,600メートルに上げて高高度性能を向上させたハ43-12に換装する予定だった。
ハ43は陸海軍のいくつかの試作機に搭載が予定されたが実際に飛行したものは烈風と震電、キ74、キ83など少数に留まり、製作数は77基。

### 武装
計画書で要求された武装は九九式20 mm二号機銃2挺（携行弾数各200発）と三式13.2 mm機銃2挺（携行弾数各300発）で、先行する零戦三二型や雷電一一型の20 mm機銃2挺＋7.7 mm機銃2挺よりは重武装だが、同時期に開発が始まった雷電二一型と紫電一一型乙の20 mm機銃4挺、試製閃電の30 mm機銃1挺＋20 mm機銃2挺に比べると火力は低い。後に三式13 mm機銃を九九式20 mm二号機銃に変更する指示が出され、それに基づいた改設計が行われているが、九九式20 mm二号機銃を4挺装備した機体は完成しなかった。
爆装については、左右の主翼下に30・60 kg爆弾兼用の懸吊架が装備されていた他、A7M2では胴体下に設けられた落下式増槽の懸吊架を五二丙型以降の零戦や紫電二一型等と同様の爆弾架兼用のものに変更している。
計画要求書には「防弾は特に考慮せず」とあった（防弾ガラスを追加装備出来るように考慮することは記載されていた）ため、当初は自動防漏式防弾タンクや防弾板の装備は考慮されていなかったが、のちに戦訓に基づいて自動消火装置や自動防漏式防弾タンク、防弾ガラスの装備が要求されたため、それに応じた設計変更が行われている。

### 名称
開発開始時は当時の命名基準に従い、計画開始年度（昭和）と機種名を並べて十七試艦上戦闘機と呼称された。1943年（昭和18年）7月27日の分類、命名基準の変更に伴い、名称を試作機の時点から制式機同様に付与するように改定され試製烈風と改称された。（軍用機の命名規則 (日本)も参照）

## 歴史

### 開発まで
1940年（昭和15年）末、海軍は零戦の後継艦上戦闘機として十六試艦上戦闘機の開発計画を三菱に内示した。しかし、新型戦闘機に搭載可能な小型高出力エンジンが実用化されておらず、また三菱でも堀越二郎技師率いる設計陣が当時量産が開始されたばかりの零戦二一型に続出する初期故障への対処と、仮称二号零戦（A6M3。後の零戦三二型）や十四試局地戦闘機（J2M1。後の雷電）の開発で手一杯であったため、翌1941年（昭和16年）1月に計画は一旦中止となった。それから約1年後の1942年（昭和17年）4月、海軍は改めて零戦の後継機として十七試艦上戦闘機の開発を三菱に内示、同年7月に海軍が提示した『十七試艦上戦闘機計画要求書』に記載されていた要求性能は概ね以下のようなものであった。
最高速度
高度6,000メートルにおいて345ノット（638.9 km/h）以上
上昇力
高度6,000メートルまで6分以内
航続力
全力30分＋250ノット（463.0 km/h）巡航5.0時間（過荷重）
離陸滑走距離
合成風速12 m/s時80メートル以内（過荷重）
降着速度
67ノット（124.1 km/h）
武装
九九式20 mm二号機銃2挺、三式13 mm機銃2挺
その他
零式艦上戦闘機に劣らない空戦性能を確保すること
1942年（昭和17年）10月17日、『十七試艦上戦闘機計画要求書』を作成した軍令部の井上中佐は「戦争が長期化する可能性を考えると、二年先に敵に対しなお優位を保つためにはどうすればよいかという見通しをたてなければならない。今後二年先を見通すなら、敵の戦闘機の最高速度はおそらく350ノット（約650 km/h）程度になろう。それは、零戦より60ないし70ノットも上まわる。従って十七試艦戦は、あくまでも速力を第一にすべきであって、計画要求の345ノットを緩めるわけにはいかない。それは、敵戦闘機に対抗できる速力のぎりぎりの数字である」と主張。この意見に対し横須賀海軍航空隊（横空）戦闘機隊長花本清登少佐が「実戦的にはあまりに速力を偏重することに不安がある。零戦は速力だけでなく空戦性能がすぐれているから敵を制することができるのであって十七試艦戦にも零戦程度の空戦性能を確保する必要がある」と反論し、小林淑人中佐も花本と同意見と主張した。結局、軍令部も従来通り、空戦を第一に決めた。

### エンジンと翼面荷重値を巡る議論
開発開始に当たってまず問題となったのは、多くの日本機と同様に搭載エンジンの選定であった。要求性能を達成するには最低でも2,000馬力級のエンジンが必要と考えられ、候補としては中島飛行機が海軍と協力して開発を進めていたNK9（後の誉）とそれを追う形で三菱が開発していたMK9（後のハ43）の二つしか存在しなかった。どちらも空冷二重星型14気筒の1,000馬力級エンジンである栄と金星を18気筒化することで2,000馬力級を狙った高性能エンジンであり、NK9は馬力の小さい初期型ではあるが既に海軍の審査に合格して十五試陸上爆撃機（P1Y1。後の銀河）で各種試験が実施中であるという強みがあり、MK9はNK9よりやや大型ながらより大馬力を期待できるという強みがあった。
しかも海軍側から計画書では150 kg/m2程度とされている翼面荷重値（機体重量を主翼面積で割った値）を130 kg/m2に抑えて欲しいという要望が出されたことが更に問題を複雑にした。三菱の試算では、NK9を搭載した場合は翼面荷重値を150 kg/m2としても馬力不足のため最高速度などの要求性能を満たせず、MK9を搭載した場合は翼面荷重値を130 kg/m2とすればなんとか要求性能を満たせるという結果が出た。しかし、MK9の開発はNK9より遅れており、MK9を搭載する場合はNK9搭載の場合より十七試艦戦の実用化は遅れると予想された（事実、ハ43の量産開始は誉より1年ほど遅い昭和19年末になった）。このため、開発開始が当初計画より1年以上遅れている十七試艦戦の早期実用化を重視してNK9を推す海軍と、要求性能の達成を重視してMK9を推す三菱の間で意見の対立が起きた。4ヶ月以上に及ぶ議論の末に海軍はNK9を搭載するように三菱に通知するというやや強引な手段で決着をつけ、三菱側はかなり不満を抱きながらもこの決定に従っている。
翼面荷重値の問題については、130 kg/m2案（主翼面積30.86 m2）と150 kg/m2案（同28 m2）の両方を試作して性能良好な方を採用することとなり、まず130 kg/m2案を先行させることに決定された。その後、防弾装備の追加等による重量増加により、130 kg/m2案の主翼でも翼面荷重が150 kg/m2前後まで増加したため、150 kg/m2案の主翼は試作されなかった（陸軍の四式戦闘機でも装備追加による重量増加が起き、計画当初の主翼では翼面荷重値が高くなりすぎるために試作2号機以降は15 %ほど面積を増した主翼に変更している）。

### A7M1の不採用
設計陣が相次ぐ零戦の改修や雷電の不具合対応、工場が零戦と一式陸上攻撃機の生産で手一杯の状況に陥ったこともあり、A7M1試作1号機の完成は開発開始から約2年後の1944年（昭和19年）4月にまでずれ込んだ。同年5月に初飛行すると直ちに試験飛行が開始され、操縦性・安定性・視界・離着陸性能に問題がないことは確認されたが、最高速は高度6000メートルで300ノット（555 km/h）前後、上昇力に至っては高度6,000メートルまで10分近くかかり、エンジン出力の甚だしい不足が明かとなった。しかし海軍側からは枝葉末節とも思われる細部の工作不良の点を改修して試験飛行を続行することを指示されるだけで、当然ほとんどその効果は現れなかった。
そこで堀越技師はエンジンの馬力低下を証明する資料を集め提示するより他に無いと判断。三菱名古屋発動機製作所で誉のベンチテストを行ったところ、第二公称馬力は吸気圧力+250水銀柱ミリメートル、回転数毎分2900回転において、高度6,000メートル付近での出力が海軍の保証する額面を25%下回る1,300馬力内外という結果が出た。さらに最近の戦闘機の性能解析を試み、エンジンの出力と飛行性能との対比が一目で分かる一覧表を作成し航空本部と空技廠に提出した。
また海軍監督官・山田晋大尉が川西と中島の駐在監督官に依頼して調査したところ誉を装備した川西の紫電改や中島の彩雲の領収飛行成績でも最高速度300ノット内外という大幅な性能低下が判明した。
1945年（昭和20年）1月付けの『試製紫電改操縦参考書』や巌谷英一技術中佐の回想から明らかなように、当時の誉二〇型は誉一〇型と同じ条件で運転するよう制限されており、最初から定格より1割ほど低い出力しか出せない状態であった。
通常、試作機には入念に造られた特製のエンジンを使用するが烈風も空技廠発動機部第一工場で編成された特別チームの熟練作業員によって組立られたものが搭載される予定であった。しかし戦局の悪化により試作機用の誉は実戦機に流用されてしまい、中島飛行機の誉担当者の回想によれば「A7M1が装備した誉は一番性能が低下していた頃に生産されたもの」だった。
しかしA7M1より半年ほど先に初飛行した紫電改（N1K2-J）は試作機では好成績を出しており、その艦上戦闘機型の開発にも目処が立ったことから、1944年（昭和19年）7月にハ43への換装は認めたものの、翌8月にA7M1の開発を中止（烈風改（後述）の開発は続行）して紫電改の転換生産を行うように三菱に指示した。
その後、紫電改の転換生産を命じられた工場は海軍の第21航空廠を始め8工場におよぶ。生産の実情を無視したこの措置は関係者の痛烈な非難を呼び起こし、空技廠飛行機部の戦闘機担当官は、「……戦闘機のみならず、飛行機の生産は混乱し、他機、他発動機のうけたる損害は甚大、かつ払いたる努力と犠牲はほとんど報いられず、敗戦を早めたる原因の一端と見なし得べし」との手記を残している。
同時期に試作された十七試陸上戦闘機では誉を望んだ川西飛行機に対しハ43装備を指示するなど海軍の定見のなさが指摘されている。

### A7M2の登場
仮称A7M2として開発の始まったエンジン換装型だが、名目上は開発中の烈風高高度型の基礎データ収集のために三菱が独自に制作する実験機であったため、紫電改の重点生産を計画していた海軍が制式採用する可能性は低い状況だった。
A7M2試作1号機は1944年（昭和19年）10月上旬に完成し、初飛行後直ちに行われた飛行試験において最高速度337ノット（624.1 km/h）、上昇力高度6,000メートルまで6分5秒という十七試艦戦の要求性能をほぼ満たす好成績を記録、これを見た海軍は試乗と審査用に試作機の領収を三菱に申し入れた。その後、零戦との間で行われた空戦実験において、空戦フラップを使用すれば零戦を凌ぐ空戦性能を発揮できると判定された。この結果を受けA7M2烈風として1945年（昭和20年）6月に制式採用された。
A7M2の試験飛行を担当した小福田租少佐は、「航続力、操縦性、空戦能力、防御力など、バランスのとれた優秀機であった。」「おそらく、終戦当時、世界各国の第一線機中ナンバー・ワンの傑作機といえる戦闘機であった。」「烈風こそ戦勢挽回、救国の傑作機」と語った。
1945年（昭和20年）4月22日の官民合同研究会に於いて小福田少佐は「本機は甲戦としても乙戦としても各種の性能優れ、比較的低翼面荷重と小馬力荷重とは特に高々度性能の優秀性を保証し、真に現在世界無敵の戦闘機と称し得べし。さらに戦闘機としての任務のほかになお多くの攻撃兵器の搭載も可能にして、加うるに離着陸極めて容易なるを以て、未熟搭乗員の多き我が国の現状にては一日も速やかに玉成出現せしむべき戦闘機なり」と述べた。
しかし、三菱での飛行試験が終了した直後の1944年（昭和19年）12月から翌1945年（昭和20年）1月にかけて頻発した東南海地震や三河地震と、B-29によるたび重なる空襲のため、東海地区の三菱の工場群は壊滅してハ43の大量生産は絶望的となり、生産計画も年産120機ほどに留まった。この後も繰り返される空襲とそれに伴う地方への疎開（松本市に三菱重工業第一製作所を開設）による混乱のため、未だエンジンと機体共々未完成な部分を残すA7M2の改修と量産準備は遅々として進まず、終戦までにA7M1、A7M2合わせて7機の試作機（A7M1試作機3機がA7M2へ改修された）が完成し、量産機は1機が完成したのみで終戦となった。
A7M2の2号機は横空から三沢基地に空輸中松島で不時着大破、3号機は2号機の代替として7月19日に三沢に空輸。A7M2の1号機、A7M1の4、5、6、7号機は三菱重工鈴鹿工場で7月28日の空襲により4号機を除き被弾。この内6号機と7号機は損傷が軽度であったため修復し松本の第一製作所に疎開し試験を続けることとなったが、松本に到着したときはすでに終戦に近かった。量産1号機は大江工場で終戦を迎えた。

### 高高度型の開発
1943年（昭和18年）初め、日本陸海軍はB-17を超える重爆撃機B-29の実用化が間近であることを察知し、これに対抗する高高度戦闘機として海軍は試製天雷（J5N1）や試製陣風（J6K1）、試製震電（J7W1）、陸軍はキ87やキ94の開発を開始した。とはいえ、新型機の実用化にはどうしても数年の時間が必要であり、これから設計を始める新型高高度戦闘機の実用化よりB-29の実戦投入が早いのは明らかであった。このため、海軍は新型戦闘機実用化までの繋ぎとして、設計及び試作が進んでいる戦闘機の高高度戦闘機への改修も並行して開始した。高高度戦闘機に必須と考えられた排気タービン過給器や強力な火器を搭載するには、機体容積に余裕のある大柄な機体が適していると考えられたことから、当時開発中であった戦闘機の中から太い胴体をもつ雷電と試製烈風が候補に挙がり、A7M1試作1号機が完成する数カ月前の1944年（昭和19年）初頭から試製烈風の設計をベースにした高高度戦闘機の開発が開始された。
この高高度戦闘機型はA7M3-J烈風改と仮称され、エンジンを排気タービン過給器付のハ43-11ルに換装、武装を五式30 mm機銃翼内4挺、胴体内に2挺を斜銃として追加、実用上昇限度高度10,300メートル、最高速度347ノット（648.2 km/h）を発揮することが予定された。このため、操縦席と尾翼周辺、主翼の一部を除いて大幅な改設計が必要な新規設計に近い大規模な改修が施されることになった。エンジン換装による馬力増大と比較して装備増加による重量増大が大きいことから、計画通りの性能が達成できるかという危惧と地震や空襲の影響による作業の遅延の中で開発が進められていたが、試作1号機の完成前に終戦となった。
また1944年（昭和19年）4月頃から新たな局地戦闘機型の開発が開始された。これが堀越二郎『零戦』においてA7M3烈風性能向上型として紹介されている機体で、好成績を収めたA7M2のエンジンを高高度性能の高いハ43-51に換装、武装を翼内九九式20 mm二号機銃五型6挺に強化、高度8,700メートルにおいて最高速度347ノット（642.6 km/h）を発揮することが予定されており、改修に無理が少ないことから期待を集めたとされるが、やはり試作1号機が完成する前に終戦となった。

### 戦後
敗戦に伴い、他の日本機と同じ様に烈風も連合国軍から引き渡し命令が出た。終戦時に横須賀空のテストパイロットだった小福田租によれば、連合国軍から烈風を引き渡すように命令されたが、完全に破壊されているため不可能という返事を繰り返し、呼び出しを受け、米軍少佐パイロットから烈風の詳細について質問を受けたという。
三菱関係者によれば、松本へ送られていたA7M1試作機の内1機を修復して引き渡したと回想している者もいる。戦後かなり経過してからアメリカで行われた調査では烈風の実機は発見されていない。なお終戦直後に量産1号機が名古屋港沖に投棄されたが、戦後その場所に防波堤が築かれてしまったため確認は不可能である。

## 諸元
| 制式名称     | 十七試艦上戦闘機／試製烈風                                    | 烈風一一型                      | 烈風性能向上                                                      | 烈風改                                                            |
| ------------ | ------------------------------------------------------------- | ------------------------------- | ----------------------------------------------------------------- | ----------------------------------------------------------------- |
| 機体略号     | A7M1                                                          | A7M2                            | A7M3                                                              | A7M3-J                                                            |
| 全幅         | 14.0 m                                                        | 14.0 m                          | 14.0 m                                                            | 14.0 m                                                            |
| 全長         | 10.995 m                                                      | 11.040 m                        | 10.984 m                                                          | 11.964 m                                                          |
| 全高         | 4.23 m                                                        | 4.23 m                          | 4.28 m                                                            | 4.28 m                                                            |
| 主翼面積     | 30.86 m2                                                      | 30.86 m2                        | 30.86 m2                                                          | 31.30 m2                                                          |
| 自重         | 3,110 kg                                                      | 3,267 kg                        | 3392 kg                                                           | 3955 kg                                                           |
| 正規全備重量 | 4,410 kg                                                      | 4,719 kg                        | 5040 kg                                                           | 5732 kg                                                           |
| エンジン     | 誉二二型（離昇2,000馬力）                                     | ハ43-11（離昇2,200馬力）        | ハ43-51型                                                         | ハ43-11 タービン付                                                |
| 最高速度     | 574.1 km/h（高度6,190 m）                                     | 624.1 km/h（高度5,760 m）       | 642.6 km/h（高度8700 m）                                          | 633.3～648.2 km/h（高度10000 m）                                  |
| 上昇力       | 高度6,000 mまで9分54秒                                        | 高度6,000 mまで6分5秒           | 高度10000 mまで13分6秒                                            | 高度6000 mまで7分 高度10000 mまで15分                             |
| 航続距離     | 全力30分＋2,315 km（増槽あり）                                | 全力30分＋1,960 km（増槽あり）  | 全力30分+巡航2.6時間（416.7 km/h・高度4000 m） （固定タンクのみ） | 全力30分+巡航2.6時間（416.7 km/h・高度4000 m） （固定タンクのみ） |
| 武装         | 翼内20 mm機銃2挺（弾数各200発） 13.2 mm機銃2挺（弾数各300発） | 翼内20 mm機銃4挺（弾数各200発） | 翼内20 mm機銃6挺 （弾数各150発/過荷重で各200発）                  | 翼内30 mm機銃4挺 胴体30 mm機銃2挺（斜め銃） （弾数各60発）        |
| 爆装         | 30 kg又は60 kg爆弾2発                                         | 30 kg又は60 kg爆弾2発           | 30 kg又は60 kg爆弾2発                                             | ２50 kg爆弾2発                                                    |

- 注1：A7M1・A7M2とも試作1号機の数値。但し、A7M2の飛行性能は試作1号機の数値。
- 注2：A7M1の最高速度は試作7号機が記録した577.8 km/h。
- 注3：A7M2の最高速度として知られる627.8 km/hはA7M2試作1号機が軽荷状態で記録。

## 派生型
十七試艦上戦闘機／試製烈風（A7M1）
誉二二型（離昇2,000馬力）を装備した試作型。後に誉二四型（離昇2,000馬力）への換装が計画された。試作8機のみ。防弾装備の追加に対応したため、初期試作機と後期試作機では燃料タンク配置や防弾装備が異なる。
烈風一一型（A7M2）
エンジンをハ43-11（離昇2,200馬力）に換装した型。エンジン以外は基本的にA7M1後期試作型とほぼ同じ装備を持つ。量産型は武装を翼内九九式20 mm二号機銃四型4挺（携行弾数各200発）に強化し、エンジンを高高度性能の高いハ43-12（離昇2,150馬力）に換装する予定だった。量産1号機完成直前に終戦。
烈風性能向上型（A7M3）
A7M2のエンジンを1段3速過給器付きのハ43-51（離昇2,130馬力）に換装、武装を翼内九九式20 mm二号機銃五型6挺（携行弾数最大各200発）に強化した高高度型。開発開始当初の名称は“仮称烈風三速”で、「烈風性能向上型」は堀越二郎の著作「零戦」に記述されている名称。試作機の製作準備中に終戦。
烈風改（A7M3-J）
エンジンを排気タービン過給器付きのハ43-11ル（離昇2,200馬力）に換装、武装を翼内五式30 mm機銃4挺（携行弾数各60発、過荷重時各73発）、胴体30 mm斜銃2挺（携行弾数各100発）に強化した高高度型。エンジン換装と排気タービン過給器装備、武装強化のため操縦席周辺と尾翼を除く機体の大半を改設計。試作機の製作準備中に終戦となったため完成機は存在しない。
終戦時の混乱の影響で多くの航空機の資料が廃棄されたため、烈風改の設計図は存在しないと考えられてきたが、平成18年（2005年）に堀越の親族が群馬県藤岡市に寄贈した当時の資料の中に、同機の設計図が含まれていることが平成25年（2013年）に確認された（本機の機体外形が判る外形図や艤装図は以前に発見されている）。
次期戦闘機（二十試甲戦闘機）
1945年（昭和20年）に計画が開始された機体。烈風系列の改良案が選定されている。計画のみ。
キ118
1945年（昭和20年）に陸軍が三菱への発注を予定していた近距離戦闘機。当時の三菱に新たな戦闘機を設計できる余裕はなく、エンジンがハ43であることから、烈風系列を基にした機体だとする説が存在する。

## 登場作品
漫画
『烈風』
貝塚ひろし作。1973年少年チャンピオン連載。本機が活躍する仮想戦記。
小説
『宇宙戦争1945』
地球統合軍に参加する日本海軍機として登場。アメリカより供与されたP&W R-2800-22W/34Wエンジンを搭載し、固定武装として五式30ミリ機銃2丁を備える。作中では1945年11月1日に火星人本隊の地球到着を阻止するため発動されたオリンピック作戦に投入された。
『ラバウル烈風空戦録』
川又千秋作。本機の早期開発に成功し1943年初頭には配備が始まったとする仮想戦記。漫画化もされている。
『レッドサン ブラッククロス』
架空の派生型「A7M3-N 烈風改」や、ターボプロップエンジン搭載の「A7M4 烈風改II」などが登場。エンジン性能の向上により実質的な戦闘爆撃機と化しており、黎明期故に航続距離の短いジェット艦上機に代わって長距離対地攻撃などに用いられる。
ゲーム
『Naval Creed Warships』
空母大鳳、信濃の初期装備として登場。
『War Thunder』
プレイヤーの操縦機体として、試製烈風と烈風一一型が登場する。
『アズールレーン』
重桜の戦闘機として烈風一一型が「烈風」の名称で登場する。
『艦隊これくしょん -艦これ-』
艦上機として、試製烈風 後期型、烈風一一型、烈風（六〇一空）、烈風改（試製艦載型）、烈風改二、烈風改二戊型、烈風改二戊型（一航戦／熟練）が登場。基地航空隊に配備可能な局地戦闘機として、烈風改、烈風改（三五二空／熟練）が登場する。
また、イベント用に烈風改の実物大レプリカが製作されており、2019年（令和元年）に八景島シーパラダイスで開催された「「艦これ」鎮守府瑞雲祭り【後段作戦】春の"烈風"祭りin 横浜・八景島シーパラダイス泊地」にて展示されている。
『鋼鉄の咆哮シリーズ』
艦上機として烈風が使用可能。また、『鋼鉄の咆哮3 ウォーシップコマンダー』では設計機体のベースとしても登場する。史実よりも重武装となっている。